# シャルル・バルバラ
シャルル・バルバラ（Charles Barbara, 1817年3月5日 - 1866年9月19日）は、フランスの作家。

## 経歴
1817年、フランスのオルレアンで弦楽器製造業の家に生まれる。パリ高等音楽院で学んだのち、「放浪芸術家」グループに入り、ボードレール、ナダールらと出会う。1844年に初の小説「靴料理」（Le Plat de souliers）を発表。1855年、『赤い橋の殺人』（L'Assassinat du Pont-Rouge）を発表。1866年、高熱を患ったのち自殺。

## 日本語訳作品
- L'Assassinat du Pont-Rouge 1855
  - 『赤い橋の殺人』亀谷乃里訳、光文社古典新訳文庫、2014年5月